# Torneio Heleno Nunes
O Torneio Heleno Nunes de 1984 foi uma competição nacional de futebol organizada pela Federação Paulista de Futebol (FPF), tendo contado com o apoio financeiro da Confederação Brasileira de Futebol (CBF) aos clubes convidados. Esta também ofereceu o troféu do torneio.

## História
Participaram 10 equipes (de seis estados de três regiões), as quais não haviam se classificado para a terceira fase do Campeonato Brasileiro de 1984, sendo oito advindas da Série A e duas da Série B; não foi seguida a sequência dos melhores eliminados. O nome é uma homenagem a Heleno de Barros Nunes, ex-presidente da CBD e da CBF, mandatário da fase de transição (1979), que faleceu em 3 de março de 1984. A fórmula de disputa: turno único com todos os clubes se enfrentando.
O Jornal do Brasil, de 12 de abril de 1984, informa que os clubes pediram 120 milhões de cruzeiros, para a questão do transporte, mas o valor foi considerado alto pela CBF, que iria decidir a quantia em 16 de abril, uma segunda-feira. Também afirma que o presidente da CBF, Giulite Coutinho, pediu para o vice-presidente da FPF, Armando Ferrentini, a inclusão de Guarani e Sport, times da segunda divisão, o que foi aceito, tendo a federação paulista ficado de "acertar os jogos". Dílson Guedes, diretor de futebol da entidade nacional, exigiu que não houvesse jogo em dia de Brasileirão (então nomeado Copa Brasil).
Segundo a Placar, de 4 maio de 1984, a CBF doou 60 milhões de cruzeiros para cada um dos times da competição, que chegou a ser chamada de "torneio da fome" ou "barrados no baile". Ainda segundo a revista, nos 19 primeiros jogos foram arrecadados apenas 93 milhões de cruzeiros (metade da renda de Flamengo x Corinthians pelo mata-mata da Série A, no RJ) e a média era de 4.183 espectadores.
O jogo com maior público daquele campeonato foi o Choque-Rei (incluso entre os dezenove iniciais), que contou com 55 mil presentes na reabertura do Pacaembu, recém reformado, em 28 de abril de 1984. Apenas 12 mil foram pagantes, pois a maior parte do público beneficiou-se de uma promoção da Rayovac. A promoção, entrada grátis para quem levasse uma pilha da marca ou fosse ao evento de camisa amarela (cor da embalagem), fez a plateia "forçosamente" lembrar a campanha Diretas Já.
O Internacional sagrou-se campeão e teve 11 jogadores convocados pela CBF para representar o Brasil nos Jogos Olímpicos de Los Angeles, no mesmo ano, entre eles Dunga, Mauro Galvão e Gilmar, que voltaram com a medalha de prata.
Em 1985, o então presidente do Internacional, Roberto Borba, refletindo sobre a falta de calendário dos eliminados no campeonato nacional (apoiava os pontos corridos como solução), afirmou sobre uma nova edição do Torneio Heleno Nunes, ao qual foi campeão: "Talvez fosse uma saída, mas o fracasso financeiro de 1984 — devido apenas a desacertos com as TVs — levou a CBF a se negar até mesmo a pensar no assunto".

## Participantes
| UF                | Clube                         | Observação                                       |
| ----------------- | ----------------------------- | ------------------------------------------------ |
| Minas Gerais      | Clube Atlético Mineiro        | Eliminado da segunda fase do Brasileiro Série A  |
| Bahia             | Esporte Clube Bahia           | Eliminado da segunda fase do Brasileiro Série A  |
| Rio de Janeiro    | Botafogo de Futebol e Regatas | Eliminado da segunda fase do Brasileiro Série A  |
| Minas Gerais      | Cruzeiro Esporte Clube        | Eliminado da primeira fase do Brasileiro Série A |
| São Paulo         | Guarani Futebol Clube         | Eliminado da segunda fase do Brasileiro Série B  |
| Rio Grande do Sul | Sport Club Internacional      | Eliminado da segunda fase do Brasileiro Série A  |
| São Paulo         | Sociedade Esportiva Palmeiras | Eliminado da segunda fase do Brasileiro Série A  |
| Pernambuco        | Santa Cruz Futebol Clube      | Eliminado da segunda fase do Brasileiro Série A  |
| São Paulo         | São Paulo Futebol Clube       | Eliminado da segunda fase do Brasileiro Série A  |
| Pernambuco        | Sport Club do Recife          | Eliminado da segunda fase do Brasileiro Série B  |

## Tabela

### Turno único
| 15 de abril de 1984 | Guarani | 0 – 0 | Sport | Brinco de Ouro, Campinas (SP) Árbitro: Ílton José da Costa Auxiliares: José Renato de Oliveira Fidalgo e Paulo de Souza Arruda |
|                     |         |       |       | |

| 15 de abril de 1984 | Cruzeiro                                                                | 4 – 2 | Atlético Mineiro           | Mineirão, Belo Horizonte (MG) Árbitro: Alvimar Gaspar dos Reis Auxiliares: |
|                     | Carlos Alberto Seixas 16' · Tostão 20' · Carlinhos 39' · Luís Cosme 87' |       | 10' Nelinho · 61' Palhinha |                                                                            |

| 15 de abril de 1984 | Bahia                        | 2 – 1 | Internacional | Fonte Nova, Salvador (BA) Árbitro: Paulo Celso Bandeira de Souza Auxiliares: |
|                     | Osni 50' (pen.) · Robson 57' |       | 1' Dunga      |                                                                              |

| 16 de abril de 1984 | Santa Cruz  | 1 – 2 | São Paulo                             | Arruda, Recife (PE) Árbitro: Manuel Amaro de Lima Auxiliares: |
|                     | Valença 53' |       | 54' Renato · 83' Darío Pereyra (pen.) |                                                               |

| 17 de abril de 1984 | Palmeiras    | 1 – 1 | Botafogo         | Canindé, São Paulo (SP) Árbitro: Márcio Campos Salles Auxiliares: |
|                     | Baltazar 63' |       | 89' Cláudio Adão |                                                                   |

| 17 de abril de 1984 | Bahia       | 1 – 2 | Sport                         | Fonte Nova, Salvador (BA) Árbitro: Ney Andrade Nunes Maia Auxiliares: |
|                     | Beijoca 39' |       | 78' Fernando Baiano · 80' Nei |                                                                       |

| 17 de abril de 1984 | Atlético Mineiro | 0 – 1 | Internacional    | Mineirão, Belo Horizonte (MG) Árbitro: Ângelo Antônio Ferrari Auxiliares: |
|                     |                  |       | 49' Paulo Santos |                                                                           |

| 17 de abril de 1984 | Cruzeiro | 0 – 2 | Guarani                     | Mineirão, Belo Horizonte (MG) Árbitro: Edson Alcântara do Amorim Auxiliares: Marcos Vinícius dos Santos e Ali Rachid Lauar |
|                     |          |       | 33' Roberto · 39' Chiquinho | |

| 22 de abril de 1984 | Internacional           | 2 – 0 | São Paulo | Beira-Rio, Porto Alegre (RS) Árbitro: Carlos Sérgio da Rosa Martins Auxiliares: |
|                     | Kita 1' · Rubén Paz 52' |       |           |                                                                                 |

| 22 de abril de 1984 | Cruzeiro | 0 – 0 | Botafogo | Mineirão, Belo Horizonte (MG) Árbitro: Auxiliares: |
|                     |          |       |          |                                                    |

| 22 de abril de 1984 | Palmeiras    | 1 – 2 | Atlético Mineiro | Canindé, São Paulo (SP) Árbitro: Almir Ricci Peixoto Laguna Auxiliares: |
|                     | Jorginho 83' |       | 67', 88' Formiga |                                                                         |

| 22 de abril de 1984 | Sport   | 1 – 1 | Santa Cruz  | Arruda, Recife (PE) Árbitro: Oséas Gomes Auxiliares: |
|                     | Nei 17' |       | 15' Cândido |                                                      |

| 24 de abril de 1984 | Atlético Mineiro | 0 – 3 | Botafogo                             | Mineirão, Belo Horizonte (MG) Árbitro: João Lúcio Marra Auxiliares: |
|                     |                  |       | 8' Otávio · 58' Alemão · 68' Leandro |                                                                     |

| 24 de abril de 1984 | Bahia        | 2 – 1 | Guarani       | Fonte Nova, Salvador (BA) Árbitro: Manoel Serapião Filho Auxiliares: Manoel Lima Matos e Antônio Santana |
|                     | Osni 51' 55' |       | 26' Chiquinho | |

| 28 de abril de 1984 | Palmeiras                 | 1 – 0 | São Paulo | Pacaembu, São Paulo (SP) Árbitro: Ulisses Tavares da Silva Filho Auxiliares: |
|                     | Carlos Alberto Borges 68' |       |           |                                                                              |

| 28 de abril de 1984 | Internacional    | 1 – 0 | Cruzeiro | Beira-Rio, Porto Alegre (RS) Árbitro: Airton Bernardoni Auxiliares: |
|                     | Paulo Santos 82' |       |          |                                                                     |

| 28 de abril de 1984 | Atlético Mineiro | 0 – 0 | Sport | Mineirão, Belo Horizonte (MG) Árbitro: Edson Alcântara do Amorim Auxiliares: |
|                     |                  |       |       |                                                                              |

| 28 de abril de 1984 | Santa Cruz                   | 2 – 1 | Guarani         | Arruda, Recife (PE) Árbitro: Gilson Ramos Cordeiro Auxiliares: Laerte Marquezini e ? |
|                     | Júlio César 28' · Jarbas 72' |       | 40' Júlio César |                                                                                      |

| 29 de abril de 1984 | Bahia | 0 – 0 | Botafogo | Fonte Nova, Salvador (BA) Árbitro: Manoel Serapião Filho Auxiliares: |
|                     |       |       |          |                                                                      |

| 1º de maio de 1984 | Cruzeiro | 0 – 0 | São Paulo | Mineirão, Belo Horizonte (MG) Árbitro: Ângelo Antônio Ferrari Auxiliares: |
|                    |          |       |           |                                                                           |

| 1º de maio de 1984 | Botafogo | 0 – 0 | Sport | Marechal Hermes, Rio de Janeiro (RJ) Árbitro: Luís Carlos Félix Auxiliares: |
|                    |          |       |       |                                                                             |

| 1º de maio de 1984 | Atlético Mineiro | 0 – 1 | Bahia      | Mineirão, Belo Horizonte (MG) Árbitro: Aldenir Vieira Matos Auxiliares: |
|                    |                  |       | 26' Robson |                                                                         |

| 1º de maio de 1984 | Internacional | 1 – 1 | Palmeiras           | Olímpico Regional, Cascavel (PR) Árbitro: Alceu Corenado Auxiliares: |
|                    | Kita 61'      |       | 84' Vágner Bacharel |                                                                      |

| 6 de maio de 1984 | Cruzeiro                                                            | 4 – 0 | Sport | Mineirão, Belo Horizonte (MG) Árbitro: Marcus Vinícius Santos Auxiliares: |
|                   | Geraldão 19' · Ademar 39' · Douglas 58' · Carlos Alberto Seixas 69' |       |       |                                                                           |

| 6 de maio de 1984 | Santa Cruz | 1 – 0 | Botafogo | Arruda, Recife (PE) Árbitro: Laerte Marquezini Auxiliares: |
|                   | Celso 68'  |       |          |                                                            |

| 6 de maio de 1984 | Bahia | 0 – 0 | Palmeiras | Fonte Nova, Salvador (BA) Árbitro: Saul Mendes Auxiliares: |
|                   |       |       |           |                                                            |

| 6 de maio de 1984 | Guarani          | 2 – 2 | Internacional                | Brinco de Ouro, Campinas (SP) Árbitro: João Leopoldo Ayeta Auxiliares: Antonio Carlos dos Santos Loupo e João Massonetto |
|                   | Roberto 40', 80' |       | 41' Milton Cruz · 77' Ademir | |

| 8 de maio de 1984 | Sport           | 1 – 2 | Palmeiras                            | Ilha do Retiro, Recife (PE) Árbitro: Oséas Gomes Auxiliares: |
|                   | Neco 89' (pen.) |       | 66' Robertinho · 68' Reinaldo Xavier |                                                              |

| 9 de maio de 1984 | Guarani | 0 – 0 | Atlético Mineiro | Brinco de Ouro, Campinas (SP) Árbitro: Luís Carlos Antunes Auxiliares: Antonio Carlos Gomes e Oswaldo Francisco Pedro Basso |
|                   |         |       |                  | |

| 9 de maio de 1984 | Cruzeiro                  | 1 – 1 | Santa Cruz  | Mineirão, Belo Horizonte (MG) Árbitro: Valdemar Firme Auxiliares: |
|                   | Carlos Alberto Seixas 75' |       | 35' Gabriel |                                                                   |

| 10 de maio de 1984 | Bahia    | 1 – 1 | São Paulo       | José Rocha, Jacobina (BA) Árbitro: Jomar Maia Auxiliares: |
|                    | Osni 24' |       | 85' Paulo César |                                                           |

| 13 de maio de 1984 | Guarani                               | 3 – 0 | Palmeiras | Brinco de Ouro, Campinas (SP) Árbitro: Márcio Campos Sales Auxiliares: Alcírio Walter Ferreira Agostinho e Marco Antonio Iazzetti |
|                    | Serginho 22' · Roberto 87' · Neto 90' |       |           | |

| 13 de maio de 1984 | Botafogo     | 1 – 1 | Internacional   | Marechal Hermes, Rio de Janeiro (RJ) Árbitro: Luís Carlos Gonçalves Auxiliares: |
|                    | Amarildo 86' |       | 59' Milton Cruz |                                                                                 |

| 13 de maio de 1984 | Atlético Mineiro                                    | 3 – 1 | Santa Cruz    | Mineirão, Belo Horizonte (MG) Árbitro: Alvimar Gaspar dos Reis Auxiliares: |
|                    | Paulinho Kiss 51' · Sérgio Araújo 54' · Éverton 58' |       | 68' Cristovão |                                                                            |

| 13 de maio de 1984 | Sport | 0 – 0 | São Paulo | Ilha do Retiro, Recife (PE) Árbitro: Laerte Marquezini Auxiliares: |
|                    |       |       |           |                                                                    |

| 15 de maio de 1984 | Bahia                           | 2 – 2 | Cruzeiro                       | Fonte Nova, Salvador (BA) Árbitro: Paulo Celso Bandeira de Souza Auxiliares: |
|                    | Osni 50' (pen.) · Carlinhos 56' |       | 47' Tostão · 89' Ademar (pen.) |                                                                              |

| 15 de maio de 1984 | Botafogo | 0 – 0 | São Paulo | Marechal Hermes, Rio de Janeiro (RJ) Árbitro: Valquir Pimentel Auxiliares: |
|                    |          |       |           |                                                                            |

| 15 de maio de 1984 | Sport | 0 – 4 | Internacional                                          | Ilha do Retiro, Recife (PE) Árbitro: Gilson Ramos Cordeiro Auxiliares: |
|                    |       |       | 27' Silvinho · 32' Paulo Santos · 71', 85' Milton Cruz |                                                                        |

| 17 de maio de 1984 | Botafogo | 0 – 0 | Guarani | Marechal Hermes, Rio de Janeiro (RJ) Árbitro: Luís Carlos Félix Auxiliares: João Batista Santana e Ivan Barsan Lemkas |
|                    |          |       |         | |

| 17 de maio de 1984 | São Paulo | 0 – 1 | Atlético Mineiro | Pacaembu, São Paulo (SP) Árbitro: João Leopoldo Ayeta Auxiliares: |
|                    |           |       | 82' Luizinho     |                                                                   |

| 17 de maio de 1984 | Internacional              | 2 – 1 | Santa Cruz    | Beira-Rio, Porto Alegre (RS) Árbitro: Roque Jose Gallas Auxiliares: |
|                    | Jair 7' · Paulo Santos 86' |       | 55' Cristóvão |                                                                     |

| 20 de maio de 1984 | Guarani | 0 – 2 | São Paulo                   | Brinco de Ouro, Campinas (SP) Árbitro: Almir Ricci Peixoto Laguna Auxiliares: Edson Massa e Oswaldo Francisco Pedro Basso |
|                    |         |       | 22' Agnaldo · 62' Zé Sérgio | |

| 20 de maio de 1984 | Bahia         | 1 – 1 | Santa Cruz       | Fonte Nova, Salvador (BA) Árbitro: Saul Mendes Auxiliares: |
|                    | Carlinhos 34' |       | 48' Celso (pen.) |                                                            |

### Jogo do título
Inter 2x1 Santa Cruz - Estádio Beira-Rio - 17/05/1984.
Público: 4.152.
Renda: Cr$ 3.401.500,00.
Árbitro: Roque José Gallas.
Inter: Gilmar; Alves, Aluísio (Beto), Mauro Galvão e André Luís; Dunga, Jair e Mário Sérgio; Paulo Santos, Milton Cruz (Sílvio) e Silvinho. Técnico: Otacílio Gonçalves Junior.
Santa Cruz: Luiz Neto, Ricardo, Celso, Edson e Aldeir; Zé do Carmo, Henágio e Cristóvão; Gabriel, Jarbas e Cândido. Técnico: Lori Sandri.
Gols: Jair (7’ do 1º) e Paulo Santos (41’ do 2º) / Cristóvão (10’ do 2º).
| Torneio Heleno Nunes 1984 |
| ------------------------- |
| INTERNACIONAL Campeão     |

## Classificação
```
Confrontos cancelados, pois ambas as equipes não tinham mais chances de conquistar o título: 
Palmeiras
 x 
Cruzeiro
 e 
Santa Cruz
 x 
Palmeiras
.
```